# Karl Robatsch
Karl Robatsch est un joueur d'échecs et un botaniste autrichien né le 14 octobre 1928 ou 1929 à Klagenfurt et mort le 19 septembre 2000 à Klagenfurt. Il remporta la médaille d'or individuelle lors de l'olympiade d'échecs de 1960 et reçut le titre de grand maître international en 1961.

## Carrière de joueur d'échecs
Champion d'Autriche en 1960, Robatsch représenta l'Autriche lors d'un match contre l'URSS en 1953 et lors de onze olympiades : dix fois au premier échiquier (en 1954-1956, en 1960-1962, de 1972 à 1980 et en 1992), la dernière fois au troisième échiquier (en 1994).
En 1960, il marqua 13,5 points sur 16 (+11 =5) et obtint la médaille d'or individuelle au premier échiquier lors de l'olympiade d'échecs de 1960 à Leipzig en devançant le champion du monde soviétique Mikhaïl Tal et le numéro un américain Bobby Fischer.
En 1961, Robatsch remporta le tournoi de Madrid (ex æquo avec Borislav Milic) et reçut le tire de Grand maître international.
Le palmarès de Robatsch comprend également des deuxièmes places lors des tournois de Kapfenberg 1955, Varna 1957 (derrière Milko Bobotsov), Utrecht 1961 (derrière O'Kelly). En 1962, il termina deuxième ex æquo du tournoi de Beverwijk.  En 1963, il finit troisième du tournoi zonal de Halle et perdit le départage 0 à 2 contre Borislav Ivkov. En 1969, il termina deuxième ex æquo du tournoi de Venise, derrière Vlastimil Hort.

## Botaniste
Karl Robatsch était un spécialiste des orchidées.

## La défense Robatsch
Robatsch est surtout connu comme le promoteur de l'ouverture : 1. e4 g6 ; 2. d4 Fg7, appelée défense Robatsch, ouverture Robatsch ou système Pirc-Robatsch et englobée dans la défense moderne (1. e4 g6). L'ouverture diffère de la défense Pirc en ce que les Noirs retardent ou omettent le coup ... Cf6.